# Тен Бейнен
Тен Бейнен (нід. Teun Beijnen, 13 червня 1899 — 13 липня 1949) — нідерландський академічний веслувальник.
Олімпійський чемпіон 1924 року в складі розпашної двійки без стернового.
Чемпіон Європи 1924 (розпашні двійки зі стерновим), 1926 (вісімки) років, срібний призер 1923 (розпашні четвірки зі стерновим), 1924 (розпашні двійки без стернового), 1925 (вісімки) років.